# Розіц
Розіц (нім. Rositz) — громада в Німеччині, розташована в землі Тюрингія. Входить до складу району Альтенбургер-Ланд. Центр об'єднання громад Розіц.
Площа — 12,66 км2. Населення становить 2730 ос. (станом на 31 грудня 2021).